# Нифонтова, Лика Алексеевна
Ли́ка Алексе́евна Ни́фонтова (при рождении — Лиа́на Алексе́евна Симкович; род. 5 марта 1963, Казань, СССР) — советская и российская актриса, народная артистка России (2005).

## Биография
Родилась 5 марта 1963 года в Казани в актёрской семье, с родителями переезжала во многие города. Отец — Алексей Симкович (1931—2017), мама работала в педагогическом отделе театра. В Тбилиси училась в хореографическом училище. В 1980-м окончила французскую гимназию № 45 города Ростова-на-Дону. Имеет еврейские корни по отцу и грузинские по матери.
Окончила Высшее театральное училище имени Б. В. Щукина в 1984 году. С 1984 года служит в театре «Сатирикон».

## Личная жизнь
Первый муж — Юрий Нифонтов (род. 1957), заслуженный артист РФ.
Второй муж — Сергей Урсуляк (род. 1958), режиссёр, сценарист, продюсер. Дочь — Дарья Урсуляк (род. 1989), актриса.

## Театральные работы

### «Сатирикон»
- «Лондон Шоу» (миссис Хигинс)
- «Чайка» (Полина Андреевна, Аркадина, Заречная)
- «Отелло» (Эмилия)
- «Что наша жизнь?» (Актриса)
- «Геркулес и Авгиевы конюшни» (Деянир)
- «Голый король» (Гувернантка)
- «Мнимый больной» (Туанета)
- «Такие свободные бабочки» (Миссис Бейкер)
- «Хозяйка гостиницы» (Мирандолина)
- «Трёхгрошовая опера» (Дженни-Малина)
- «Гамлет» (Гертруда)
- «Слуги и снег» (Ориана)
- «Синьор Тодеро хозяин» (Фортуната)
- «Смешные деньги» (Джейн Перкинс)
- «Доходное место» (Кукушкина)
- «Деньги» (Фетинья Миронова)

### Международный междисциплинарный проект «Вдумчивые чтения»
- Брунгильда («История о Нибелунгах»)[5][6]

## Роли в кино
- 1993 — Русский регтайм — незнакомка
- 1995 — Летние люди («Дачники») — Юлия
- 1998 — Сочинение ко Дню Победы — Соня
- 1999 — Такие свободные бабочки — Миссис Бейкер
- 2002 — Неудача Пуаро — Каролина Шеппард
- 2007 — Ликвидация — Нора
- 2007 — Сеньор Тодеро хозяин — Фортуната
- 2008 — Акмэ — Галина
- 2009 — Исаев — Мария Николаевна Оленецкая
- 2012 — Жизнь и судьба — Людмила Штрум
- 2014 — Уходящая натура — Наталья, жена Кузьменко
- 2015 — Тихий Дон — портниха
- 2019 — Одесский пароход — Герта Яковлевна Лихтенштулер-Шпиллерштиль
- 2022 — настоящее время — Нереалити — Ирина Викторовна Валеева, мать Тимура, заместитель директора школы по учебно-воспитательной работе
- 2023 — Раневская — Вера Марецкая